# Asplenium domingense
Asplenium domingense är en svartbräkenväxtart som beskrevs av Guido Georg Wilhelm Brause. Asplenium domingense ingår i släktet Asplenium och familjen Aspleniaceae. Inga underarter finns listade.